# NGC 7610
NGC 7610 је спирална галаксија у сазвежђу Пегаз која се налази на NGC листи објеката дубоког неба.
Деклинација објекта је + 10° 11' 4" а ректасцензија 23h 19m 41,6s. Привидна величина (магнитуда) објекта NGC 7610 износи 12,7 а фотографска магнитуда 13,4. NGC 7610 је још познат и под ознакама NGC 7616, UGC 12511, MCG 2-59-25, CGCG 432-42, KUG 2317+099B, IRAS 23171+0954, PGC 71087.